# (4660) Nérée
(4660) Nérée ((4660) Nereus) est un astéroïde d'environ ~330 mètres de diamètre découvert par Eleanor F. Helin le 28 février 1982. Il est nommé d'après Nérée, une déité masculine primitive liée à l'océan dans la mythologie grecque.
Nérée est potentiellement un astéroïde important. C'est un astéroïde Apollon et aréocroiseur, avec une orbite qui l'amène fréquemment à proximité de la Terre, et à cause de cela, il est très facilement accessible à une sonde spatiale. De plus, à cause de sa faible taille, son delta-V pour une rencontre est plus faible que celui de la Lune.
Nérée a fait ou fera sept passages à proximité de la Terre, à moins de 5 millions de kilomètres, entre 1900 et 2100. Le plus proche aura lieu en février 2060, à 1,2 million de kilomètres. Le prochain passage proche aura lieu en décembre 2021, à 3,9 millions de kilomètres. 
Nérée devait être visité à la fois par la sonde privée Near Earth Asteroid Prospector (en) et par la sonde japonaise Hayabusa. Cependant le premier projet a été abandonné et le retard du lancement de Hayabusa a conduit à la rediriger vers (25143) Itokawa. Néanmoins, Nérée reste une cible privilégiée pour une future exploration spatiale.
Nérée a été analysé par radar, ce qui a révélé une forme légèrement allongée.